# Alaginella kerochuta
Alaginella kerochuta is een slakkensoort uit de familie van de Marginellidae. De wetenschappelijke naam van de soort is voor het eerst geldig gepubliceerd in 1914 door Shackleford.